# محمد بن سليم
محمد أحمد بن سليّم (مواليد 1961) هو رئيس الاتحاد الدولي للسيارات "FIA"، سائق راليات إماراتي ومن الرياضيين في العالم العربي الأكثر شهرة. والفائز في 14 بطولة من سباقات رالي الشرق الأوسط.

## سيرة
محمد بن سليم واحد من أشهر سائقي الراليات في الشرق الأوسط وأكثرهم اشتراكا في البطولات وتحقيقا لها، إذ بلغت مشاركاته 57 سباقا دوليا أدخلته موسوعة غينيس للأرقام القياسية. بعد مشوار حافل بالإنجازات والبطولات، يعلن السائق الإماراتي محمد بن سليم عن اعتزاله في شهر يناير من العام 2002 سباقات الرالي للأبد.
توج بطلا للشرق الأوسط 13 مرة في 17 مشاركة، وحافظ على طابع مميز في مسلسل انتصاراته، فنال اعتراف الاتحاد الدولي الذي أدرج اسمه على لائحة السائقين المصنفين في الدرجة الأولى عام 1994، ليكون بذلك أول سائق عربي ينال هذا الشرف.
ولم تقتصر مسيرة ابن سليم على الإنجازات في حلبات السباق، بل تخطتها إلى الناحية الإدارية، فهو صاحب فكرة إطلاق رالي الإمارات الصحراوي الذي نال اعتراف الاتحاد الدولي للسيارات، وبات مرحلة أساسية من مراحله وكان ابن سليم أول سائق عربي يشارك في بطولة العالم وقد فتح الطريق أمام غيره من السائقين العرب أمثال السعودي عبد الله باخشب والعماني حمد الوهيبي.

## النشأة
ولد بن سليم في منطقة المرقبات في دبي، درس المرحلة الابتدائية في مدرسة الأحمدية، والمرحلتين الإعدادية والثانوية كانت في مدرسة المهلب الثانوية. قربه الشديد من والده أفاده كثيرا، فقد كان رفيقه في كل مكان سواء في رحلاته أو مجالسه، خاصة أن والده كان يعمل مستشاراً للراحل الشيخ راشد بن سعيد آل مكتوم، ووزيراً للشؤون المالية والاقتصادية في الدولة بعد إعلان الاتحاد.

## رئيساً للاتحاد الدولي للسيارات "فيا"
انتُخِب رئيساً للاتحاد الدولي للسيارات "فيا"، ليكون أول إماراتي وشخص غير أوروبي يتولى رئاسة الاتحاد المسؤول على تنظيم أقوى سباقات السيارات في العالم ومن ضمنها الفورمولا 1، وبطولات الرالي وسباقات القدرة والتحمل. وحسم محمد بن سليم المنصب لمصلحته، بعد حصوله على 61.62% من أصوات الجمعية العمومية العامة للاتحاد الدولي للسيارات، التي عقدت اجتماعها يوم الجمعة في باريس، متفوقاً على البريطاني جراهام ستوكر الذي نال 36.62%، فيما امتنع عن التصويت 1.76% من الأعضاء، ليفوز برئاسة الاتحاد الدولي خلفاً للفرنسي جيان تودت الذي كان يتولى المنصب منذ عام 2009.

## سِجِلْ البطولات
كان سليم بطل الاتحاد الدولي للسيارات في رالي الشرق الأوسط 14 مرة في الأعوام 1986-1991 و 1994 و 1996-2002. سجله في الانتصارات الفردية في الرالي هو كما يلي:

### بطولة الشرق الأوسط للراليات
- رالي دبي الدولي (15): 1985-88 ، 1991-95 ، 1997-2002
- رالي الأردن الدولي (12): 1984 ، 1987–88 ، 1990 ، 1994 ، 1996-2002
- رالي قطر الدولي (9): 1988 ، 1990-1991 ، 1996-1998 ، 2000 ، 2001 ، 2002
- رالي عمان الدولي (6): 1986-1987 ، 1990-1991 ، 1994 ، 1998
- رالي الإمارات الدولي (5): 1996-99 ، 2001
- رالي لبنان (4): 1987 ، 1991 ، 1998-1999
- رالي الكويت الدولي (4): 1985 ، 1988-89 ، 1996
- رالي البحرين الدولي (3): 2000 ، 2001 ، 2002
- الرالي السوري الدولي (2): 2001 ، 2002

### انتصارات مسيرة دولية أخرى
- رالي مسافي للدفع الرباعي - الإمارات 1985
- رالي جبل الاخبار الدولي عمان 1986
- رالي البوسفور - تركيا 1991
- رالي كاتالونيا WRC - المجموعة N 1992
- رالي WRC الأرجنتيني - المجموعة N 1993
- الرالي السعودي - الرياض ، السعودية 2000

### جوائز أخرى
- 1986 وسام الشرف من الملك حسين ملك الأردن.
- 1987 كأس رئيس الجمهورية من رئيس لبنان أمين الجميل.
- 1999 وسام الشرف من الملك عبد الله ملك الأردن.
- وسام الشرف من الرئيس اللبناني إميل لحود، رياضي القرن الإماراتي من وكالة الأنباء الفرنسية.

- 2004 وسام الشرف من ملك البحرين حمد بن عيسى آل خليفة.

## كودماسترز
في 2009، قدمت "كودماسترز"، شخصية محمد بن سليّم، بطل سباقات الرالي العربي الشهير، لتكون نجمة الإصدار الثاني سلسلة الألعاب الشهيرة كولين مكراي ديرت وبذلك يصبح محمد بن سليّم، أول بطل عربي يظهر في لعبة إلكترونية لسباق السيارات.